# Luís Andrade de Moura
Luís Fernando Andrade de Moura CvA • GOL (6 de Maio de 1933 – 23 de Março de 2020) foi um militar português. Foi um dos Capitães de Abril, militares que participaram na Revolução de 25 de Abril de 1974.

## Biografia

### Nascimento
Nasceu em 6 de Maio de 1933.

### Carreira
Enveredou pela carreira militar, tendo sido colocado na Guiné Portuguesa para comandar um das companhias do Batalhão de Cavalaria 3854. Regressou a território nacional em 1973, onde foi integrado no Regimento de Cavalaria n.º 3 de Estremoz, no posto de oficial de Operações e Informações.
Na manhã do dia 25 de Abril de 1974, Andrade de Moura, que nessa altura tinha a patente de capitão, liderou o Esquadrão de Reconhecimento do Regimento de Cavalaria 3 de Estremoz até Lisboa, para participar no golpe. O Regimento de Cavalaria 3 era na época uma das forças militares mais importantes em Portugal, devido ao seu grande número de viaturas blindadas, tendo sido por este motivo considerada como um dos componentes essenciais durante a revolução. Às 14 e 30, o esquadrão sob o comando de Andrade de Moura, auxiliado pelo capitão Alberto Ferreira, cercou uma força ainda sobre as ordens do brigadeiro Junqueira dos Reis, que se manteve leal ao regime. Esta unidade esteve depois no Quartel do Carmo, onde se deu a rendição do presidente do conselho, Marcelo Caetano, levando à vitória da revolução.
Posteriormente, atingiu o posto de coronel.

### Falecimento e homenagens
Morreu em 23 de Março de 2020, aos 86 anos.
Em 26 de Julho de 1985, foi agraciado com o grau de Cavaleiro da Ordem Militar de Avis. Após o seu falecimento, foi homenageado pela Câmara Municipal de Estremoz.
A 19 de agosto de 2021, foi agraciado, a título póstumo, com o grau de Grande-Oficial da Ordem da Liberdade.